# Maximilian Dörnbach

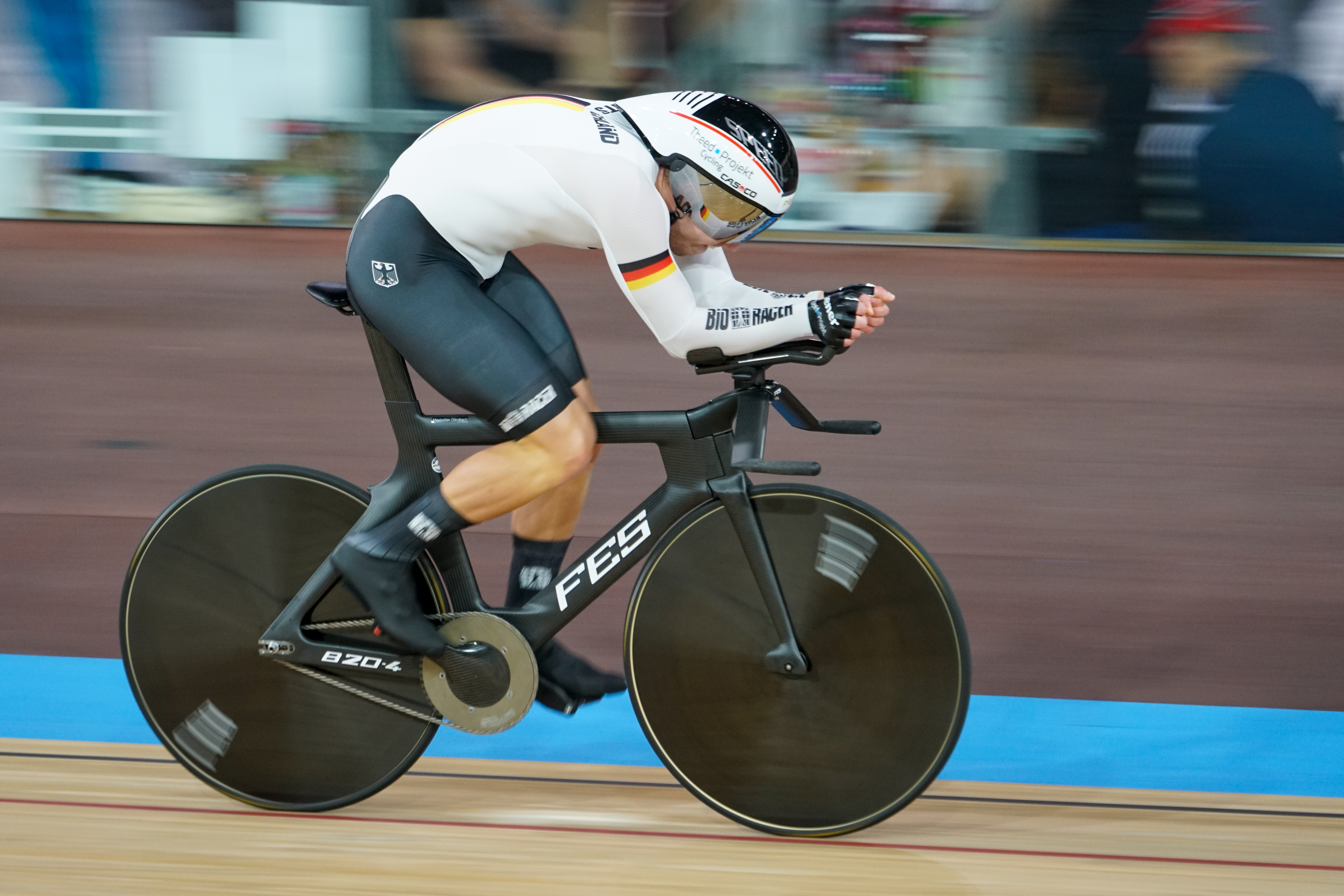
Dörnbach im Zeitfahren der Bahn-WM in Berlin 2020

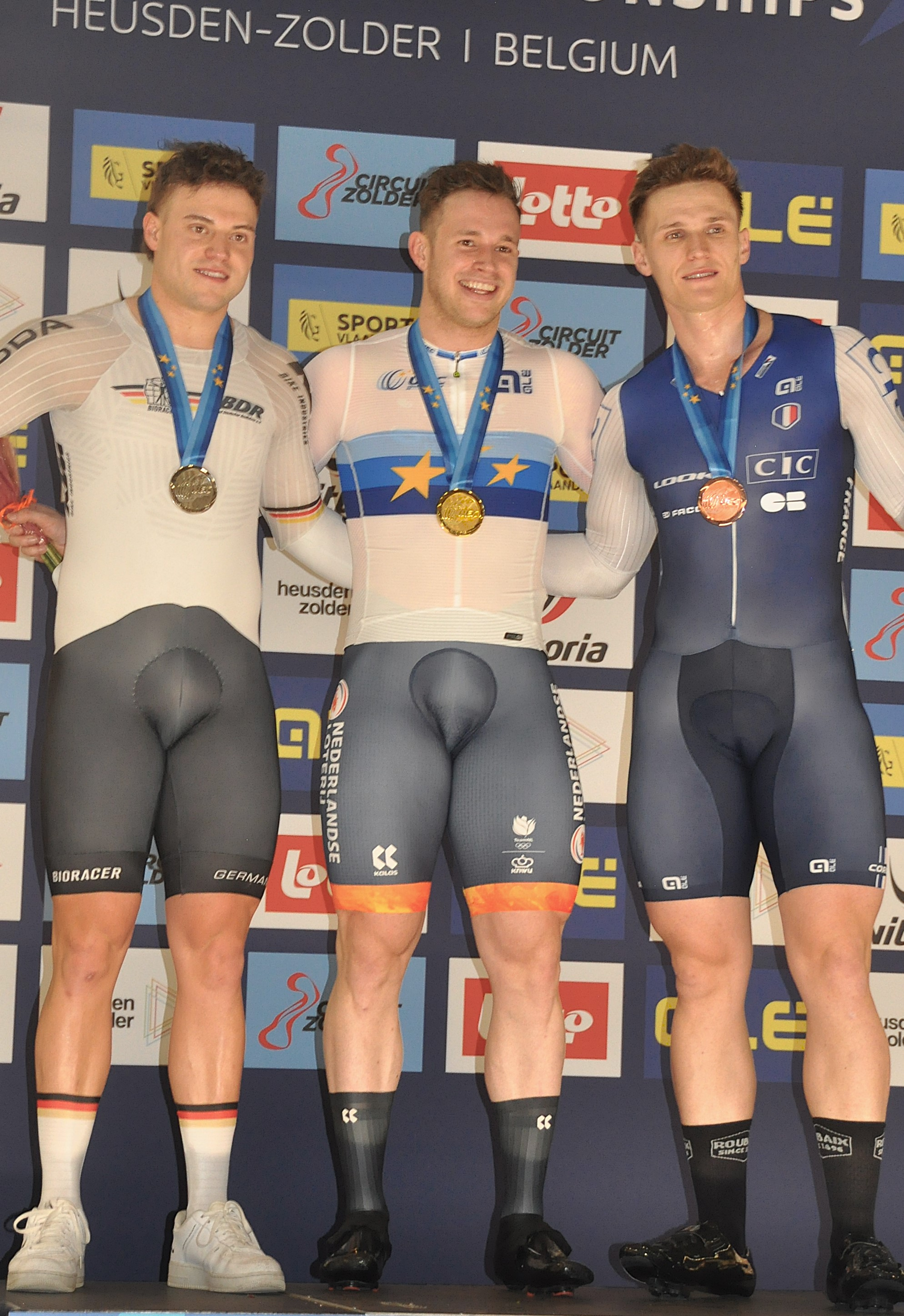
Keirin-Podium bei der EM 2025 (v. l. n. r.): Dörnbach, Harrie Lavreysen und Tom Derache

Maximilian Dörnbach (* 24. Dezember 1995 in Heiligenstadt) ist ein deutscher Bahnradsportler.

## Sportliche Laufbahn
2011 wurde Maximilian Dörnbach deutscher Jugendmeister im Sprint; im 500-Meter-Zeitfahren wurde er Vizemeister. Im Teamsprint der Junioren (mit Richard Aßmus und Nikolai Hoffmeister) belegte er ebenfalls Platz zwei.
2012, bei den Bahneuropameisterschaften der U23 und der Junioren im portugiesischen Anadia, wurde Dörnbach Junioren-Europameister im Teamsprint, gemeinsam mit Aßmus und Jan May. Im 1000-Meter-Zeitfahren belegte er Rang vier. Bei den deutschen Bahnmeisterschaften in Frankfurt/Oder holte er sich vier Titel bei den Junioren, im Zeitfahren, im Teamsprint (mit Aßmus und Hoffmeister), im Keirin und im Sprint. Bei den Bahneuropameisterschaften der Junioren und U23 im Jahre 2013, erneut in Anadia, wurde Dörnbach erneut Europameister im Teamsprint, gemeinsam mit May und Patryk Rahn sowie im Sprint. Dabei stellte er sowohl im Sprint wie auch Teamsprint (mit May und Rahn) einen neuen Junioren-Rekord auf. Im selben Jahr wurde er Junioren-Weltmeister im 1000-Meter-Zeitfahren.
Bei den UEC-Bahn-Europameisterschaften (U23) 2014 errang Maximilian Dörnbach gemeinsam mit Robert Kanter und Richard Aßmus die Bronzemedaille im Teamsprint. Im Jahr darauf errang er seinen ersten nationalen Einzeltitel, im 1000-Meter-Zeitfahren. 2015 wurde er Europameister (U23) im Zeitfahren sowie gemeinsam mit Richard Aßmus und Max Niederlag im Teamsprint. Im Jahr darauf wurde er erneut U23-Europameister im Zeitfahren und errang mit Richard Aßmus und Jan May die Bronzemedaille im Teamsprint. Im Herbst 2016 erkrankte Dörnbach an einer Herzmuskelentzündung.
2017 startete Dörnach erstmals international in der Elite. Beim Lauf des Bahnrad-Weltcups 2016/17 in Cali siegte er gemeinsam mit Robert Förstemann, Eric Engler und Max Niederlag im Teamsprint. Beim 1000-Meter-Zeitfahren belegte er Rang zwei. Bei den Bahnradsport-Weltmeisterschaften 2017 belegte er über den Kilometer Platz sieben, 2019 gemeinsam mit Stefan Bötticher und Timo Bichler im Teamsprint Platz vier und 2020 Platz sechs im Zeitfahren. 2019 gewann er den Großen Preis von Deutschland im Sprint.
2022 und 2023 errang er jeweils die Bronzemedaille im 1000-Meter-Zeitfahren bei den Bahnradsport-Europameisterschaften. 2022 siegte er zudem beim Lauf des Nations Cup in Cali in dieser Disziplin. Silbermedaillen holte er bei den Europameisterschaften 2022 im Keirin und 2025 wiederum im Zeitfahren. 2024 vertrat er Deutschland bei den Olympischen Spielen im Teamsprint, Sprint und im Keirin.

## Privates
Maximilian Dörnbach war 2019/20 mit der Radsportlerin Emma Hinze liiert (Stand 2020).

## Auszeichnungen und Ehrungen
- 2014 belegte Maximilian Dörnbach Rang zwei bei der Wahl zum „Juniorsportler des Jahres“, die von der Deutschen Sporthilfe ausgerichtet wird. Mit der Auszeichnung ist eine Ausbildungs-Prämie verbunden.[3]
- Im September 2022 trug sich Dörnbach in das Goldene Buch seiner Heimatstadt Heiligenstadt ein.[4]

## Erfolge
2011
- Deutscher Jugend-Meister – Sprint

2012
- Junioren-Europameister – Teamsprint (mit Richard Aßmus und Jan May)
- Deutscher Junioren-Meister – Sprint, Keirin, 1000-Meter-Zeitfahren, Teamsprint (mit Richard Aßmus und Nikolai Hoffmeister)

2013
- Junioren-Weltmeister – 1000-Meter-Zeitfahren
- Junioren-Weltmeisterschaft – Teamsprint (mit Jan May und Patryk Rahn)
- Junioren-Europameister – Sprint, Teamsprint (mit Jan May und Patryk Rahn)
- Junioren-Europameisterschaft – 1000-Meter-Zeitfahren

2014
- U23-Europameisterschaft – Teamsprint (mit Richard Aßmus und Robert Kanter)
- Deutscher Meister – Teamsprint (mit Richard Aßmus, Robert Förstemann und René Enders)

2015
- Europameister (U23) – 1000-Meter-Zeitfahren, Teamsprint (mit Richard Aßmus und Max Niederlag)
- Deutscher Meister – 1000-Meter-Zeitfahren

2016
- Europameister (U23) – 1000-Meter-Zeitfahren
- Europameisterschaft (U23) – Teamsprint (mit Richard Aßmus und Jan May)

2017
- Bahnrad-Weltcup in Cali – Teamsprint (mit Robert Förstemann, Eric Engler und Max Niederlag)
- Deutscher Meister – 1000-Meter-Zeitfahren, Teamsprint (mit Erik Balzer und Maximilian Levy)

2018
- Deutscher Meister – Sprint, 1000-Meter-Zeitfahren, Teamsprint (mit Maximilian Levy und Nik Schröter)

2019
- Deutscher Meister – Sprint, Teamsprint (mit Marc Jurczyk, Maximilian Levy und Nik Schröter)

2022
- Europameisterschaft – Keirin
- Europameisterschaft – 1000-Meter-Zeitfahren
- Nations Cup in Cali – 1000-Meter-Zeitfahren
- Deutscher Meister – 1000-Meter-Zeitfahren, Teamsprint (mit Anton Höhne und Nik Schröter)

2023
- Europameisterschaft – 1000-Meter-Zeitfahren
- Deutscher Meister – 1000-Meter-Zeitfahren, Sprint, Keirin, Teamsprint (mit Anton Höhne und Nik Schröter)

2025
- Europameisterschaft – Keirin, 1000-Meter-Zeitfahren
- Deutscher Meister – 1000-Meter-Zeitfahren, Sprint